# Schultz
A Schultz régi német családnév.

## Híres Schultz nevű személyek
- Schultz Imre (1848–1905) tanár
- Johann Heinrich Schultz (1687–1744) német polihisztor
- Leonard Peter Schultz (1901-1986) amerikai ichtiológus
- Schultz Levente (1977) labdarúgó
- Schultz Sándor író